# آخرین سخنرانی
آخرین سخنرانی (به انگلیسی: The Last Lecture) نوشتهٔ مشترک رندی پاش استاد علوم کامپیوتر دانشگاه کارنگی ملون و جفری زاسلو روزنامه‌نگار نشریهٔ وال استریت ژورنال است. کتاب از آخرین سخنرانی رندی پوش در دانشگاه کارنگی ملون با عنوان دستیابی به رویاهای کودکی سرچشمه می‌گیرد. این کتاب یکی از کتاب‌های پرفروش لیست نشریهٔ نیویورک تایمز است.
به لحاظ محتوا این کتاب را با کتاب معروف سه‌شنبه‌ها با موری نوشتهٔ میچ آلبوم مقایسه می‌کنند و هر دو را در ژانر تجربیات استاد دانشگاه قبل از مرگ نسبت می‌دهند.
ترجمهٔ فارسی این کتاب در ایران با همین عنوان، به ترجمهٔ نفیسه معتکف توسط انتشارات هو منتشر شده‌است.